# Zalesie (powiat bydgoski)
Zalesie – (niem. Walde) wieś w Polsce, położona w województwie kujawsko-pomorskim, w powiecie bydgoskim, w gminie Dobrcz.

## Podział administracyjny
| SIMC    | Nazwa     | Rodzaj                      |
| ------- | --------- | --------------------------- |
| 0084630 | Karczemka | część wsi (od 2023 r. wieś) |

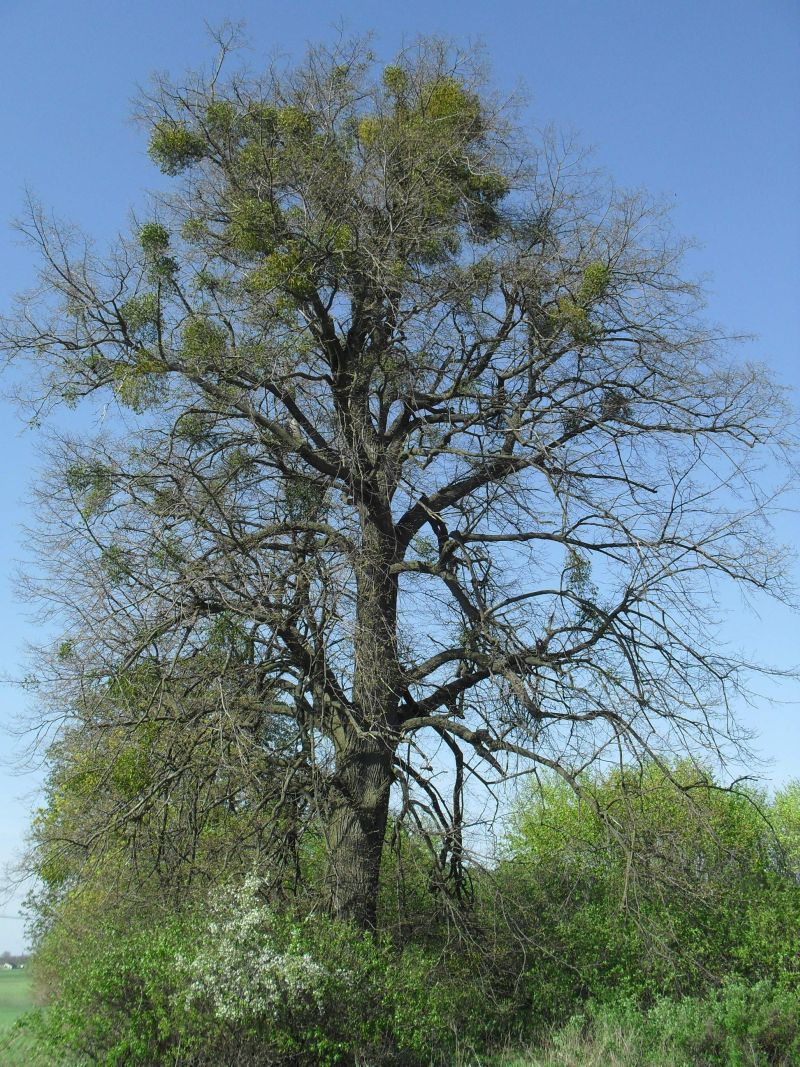
Lipa drobnolistna – pomnik przyrody.

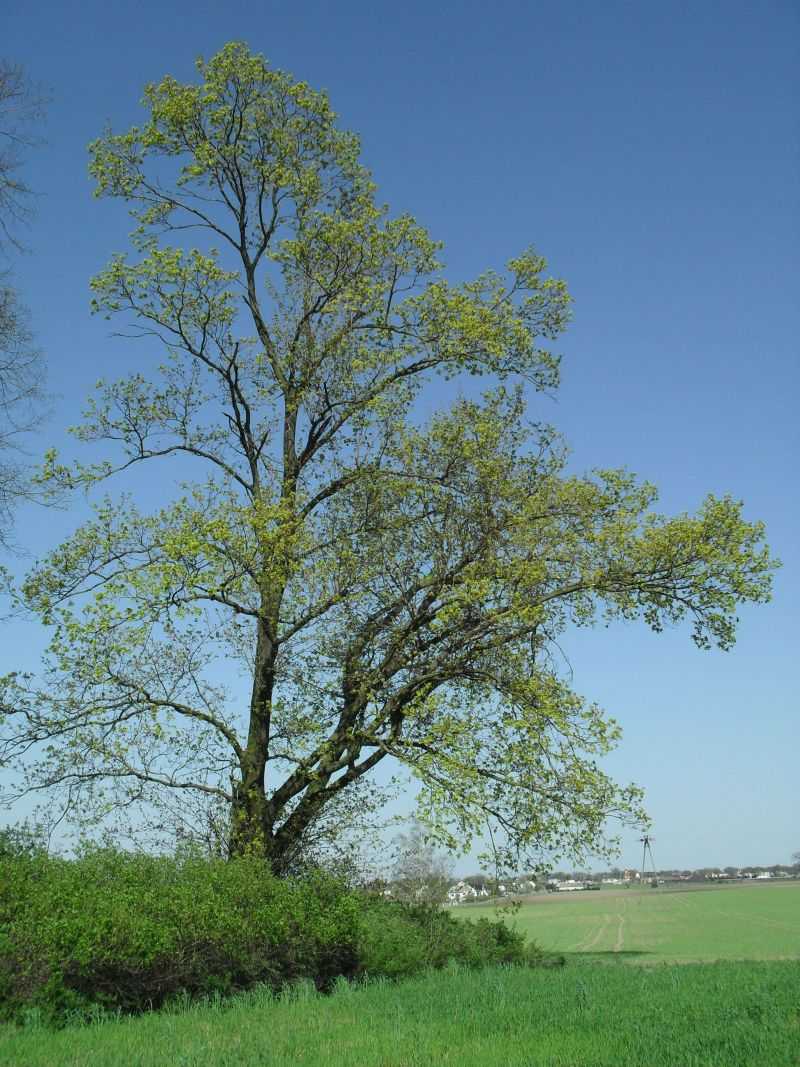
Klon zwyczajny – pomnik przyrody.

W latach 1975–1998 miejscowość należała administracyjnie do województwa bydgoskiego.

## Demografia
Według danych Urzędu Gminy Dobrcz (XII 2020 r.) miejscowość liczyła 129 mieszkańców.

## Pomniki przyrody
Na cmentarzu ewangelickim rosną 2 pomniki przyrody. Lipa drobnolistna i klon zwyczajny o obwodach przy powołaniu odpowiednio 315 i 320 cm.